# Jeffersontown
Jeffersontown város az USA Kentucky államában, Jefferson megyében. Lakosainak száma 28 474 fő (2020. április 1.).

## Népesség
A település népességének változása:

| 2010 | 26 595 |
| 2020 | 28 474 |